# Lotta libera ai Giochi della XVII Olimpiade - Pesi mosca
La competizione della categoria pesi mosca (fino a 52 kg) di lotta libera dei Giochi della XVII Olimpiade si è svolta dal 1º al 6 settembre 1960 alla Basilica di Massenzio a Roma.

## Formato
Ad ogni incontro venivano assegnate le seguenti penalità:
- 0 = Al vincitore per schienata
- 1 = Al vincitore ai punti
- 2 = In caso di pareggio
- 3 = Allo sconfitto ai punti
- 4 = Allo sconfitto per schienata

Con sei penalità o più il lottatore veniva eliminato. I tre lottatori rimasti disputavano un torneo finale con i risultati acquisiti nel precedenti turni.

## Risultati
| Legenda                                  | Legenda |
| ---------------------------------------- | ------- |
| Lottatore con 6 penalità o più Eliminato |         |

### 1º Turno
Si è disputato il 1º settembre.
| Vincitore               | Pen. | Risultato | Sconfitto              | Pen. |
| ----------------------- | ---- | --------- | ---------------------- | ---- |
| Din Nawab               | 0    | Schienata | Seán O'Connor          | 4    |
| Ahmet Bilek             | 1    | Ai Punti  | Masayuki Matsubara     | 3    |
| Gray Simons             | 0    | Schienata | Bengt Frännfors        | 4    |
| Ali Aliyev              | 0    | Schienata | Faiz Mohammad Khakshar | 4    |
| Lesław Kropp            | 0    | Schienata | Jorge Rosado           | 4    |
| André Zoete             | 0    | Schienata | Väinö Rantala          | 4    |
| Ibrahim Seifpour        | 0    | Schienata | Dieter Gröning         | 4    |
| Paul Neff               | 1    | Ai Punti  | Carlo Vitrano          | 3    |
| Nikola Vasilev Dimitrov | 0    | Esentato  |                        |      |

### 2º Turno
Si è disputato il 2 settembre.
| Vincitore          | Pen. | Risultato | Sconfitto               | Pen. |
| ------------------ | ---- | --------- | ----------------------- | ---- |
| Din Nawab          | 1    | Ai Punti  | Nikola Vasilev Dimitrov | 3    |
| Masayuki Matsubara | 3    | Schienata | Seán O'Connor           | 8    |
| Ahmet Bilek        | 1    | Schienata | Gray Simons             | 4    |
| Ali Aliyev         | 0    | Schienata | Bengt Frännfors         | 8    |
| Jorge Rosado       | 4    | Schienata | Faiz Mohammad Khakshar  | 8    |
| André Zoete        | 0    | Schienata | Lesław Kropp            | 4    |
| Ibrahim Seifpour   | 0    | Schienata | Väinö Rantala           | 8    |
| Paul Neff          | 1    | Schienata | Dieter Gröning          | 8    |
| Carlo Vitrano      | 3    | Esentato  |                         |      |

### 3º Turno
Si è disputato il 3 settembre.
| Vincitore               | Pen. | Risultato | Sconfitto     | Pen. |
| ----------------------- | ---- | --------- | ------------- | ---- |
| Nikola Vasilev Dimitrov | 3    | Schienata | Carlo Vitrano | 7    |
| Masayuki Matsubara      | 3    | Schienata | Din Nawab     | 5    |
| Ali Aliyev              | 1    | Ai Punti  | Ahmet Bilek   | 4    |
| Gray Simons             | 4    | Schienata | Jorge Rosado  | 8    |
| Ibrahim Seifpour        | 0    | Schienata | Lesław Kropp  | 8    |
| Paul Neff               | 1    | Schienata | André Zoete   | 4    |

### 4º Turno
Si è disputato il 5 settembre.
| Vincitore          | Pen. | Risultato | Sconfitto               | Pen. |
| ------------------ | ---- | --------- | ----------------------- | ---- |
| Masayuki Matsubara | 3    | Schienata | Nikola Vasilev Dimitrov | 7    |
| Ahmet Bilek        | 4    | Schienata | Din Nawab               | 9    |
| Gray Simons        | 5    | Ai Punti  | Ali Aliyev              | 4    |
| Ibrahim Seifpour   | 0    | Schienata | André Zoete             | 8    |
| Paul Neff          | 1    | Esentato  |                         |      |

### 5º Turno
Si è disputato il 6 settembre.
| Vincitore          | Pen. | Risultato | Sconfitto   | Pen. |
| ------------------ | ---- | --------- | ----------- | ---- |
| Ahmet Bilek        | 4    | Schienata | Paul Neff   | 5    |
| Masayuki Matsubara | 4    | Ai Punti  | Gray Simons | 8    |
| Ibrahim Seifpour   | 0    | Schienata | Ali Aliyev  | 8    |

### 6º Turno
Si è disputato il 6 settembre.
| Vincitore          | Pen. | Risultato | Sconfitto        | Pen. |
| ------------------ | ---- | --------- | ---------------- | ---- |
| Masayuki Matsubara | 4    | Schienata | Paul Neff        | 9    |
| Ahmet Bilek        | 5    | Ai Punti  | Ibrahim Seifpour | 3    |

### Turno finale
| Vincitore          | Pen. | Risultato | Sconfitto          | Pen. |
| ------------------ | ---- | --------- | ------------------ | ---- |
| Ahmet Bilek        |      | Ai Punti  | Masayuki Matsubara |      |
| Ahmet Bilek        |      | Ai Punti  | Ibrahim Seifpour   |      |
| Masayuki Matsubara |      | Ai Punti  | Ibrahim Seifpour   |      |

1. ↑  Disputato nel 1º turno
2. ↑  Disputato nel 6º turno

## Classifica finale
| Pos.    | Atleta                  | Nazione          |
| ------- | ----------------------- | ---------------- |
| Oro     | Ahmet Bilek             | Turchia          |
| Argento | Masayuki Matsubara      | Giappone         |
| Bronzo  | Ibrahim Seifpour        | Iran             |
| 4       | Paul Neff               | Germania         |
| 5       | Gray Simons             | Stati Uniti      |
| 6       | Ali Aliyev              | Unione Sovietica |
| 7       | Nikola Vasilev Dimitrov | Bulgaria         |
| 8       | André Zoete             | Francia          |
| 9       | Din Nawab               | Pakistan         |
| 10      | Carlo Vitrano           | Italia           |
| 11      | Lesław Kropp            | Polonia          |
| 12      | Jorge Rosado            | Messico          |
| 13      | Dieter Gröning          | Australia        |
| 13      | Väinö Rantala           | Finlandia        |
| 13      | Faiz Mohammad Khakshar  | Afghanistan      |
| 13      | Bengt Frännfors         | Svezia           |
| 13      | Seán O'Connor           | Irlanda          |